# SN 2007rh
SN 2007rh – supernowa typu Ia-? odkryta 31 października 2007 roku w galaktyce A214103+0008. W momencie odkrycia miała maksymalną jasność 21,50m.